# 大学东路街道
大学东路街道，是中华人民共和国内蒙古自治区呼和浩特市赛罕区下辖的一个乡镇级行政单位。

## 行政区划
大学东路街道下辖以下地区：
明和园社区、农大东社区、棉纺厂社区、桃园社区、望兴园社区、乌兰社区和金宇文苑社区。